# حبكة (فلم)
الحبكة (بالفرنسية: L'Attentat) هو فيلم إثارة فرنسي إيطالي أخرجه إيف بويست، وهو مستوحى من اغتيال المهدي بن بركة في باريس. دخل الفيلم مهرجان موسكو الثامن للأفلام حيث فاز بالجائزة الفضية. 

## روابط خارجية
- مقالات تستعمل روابط فنية بلا صلة مع ويكي بيانات